# Дальняя Поляна (Ленинградская область)
Да́льняя Поля́на — деревня в  Кузёмкинском сельском поселении Кингисеппского района Ленинградской области.

## История
Согласно данным переписи населения СССР 1926 года на выселке Дальняя Поляна Извозского сельсовета Горкской волости Кингисеппского уезда проживали 34 человека, все ижоры.

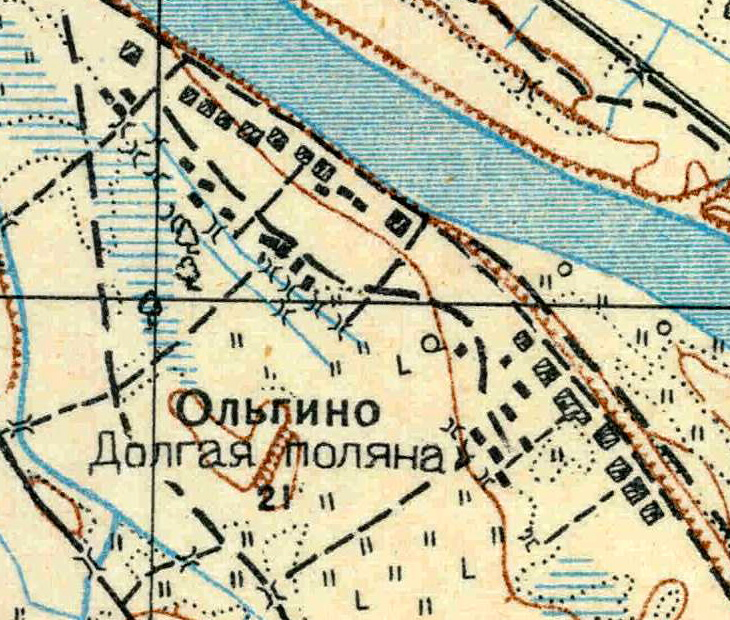
План деревни Дальняя Поляна. 1930 год

Согласно топографической карте 1930 года выселок назывался Ольгино (Долгая Поляна) и насчитывал 21 двор.
По данным 1933 года выселок Дальняя Поляна входил в состав Извозского сельсовета Кингисеппского района.
Выселок Дальняя Поляна был освобождён от немецко-фашистских оккупантов 1 февраля 1944 года.
По данным 1966 и 1973 годов деревня Дальняя Поляна входила в состав Кошкинского сельсовета.
По данным 1990 года деревня Дальняя Поляна входила в состав Кузёмкинского сельсовета.
В 1997 году в деревне Дальняя Поляна Кузёмкинской волости проживал 1 человек, в 2002 году — 7 человек (все русские), в 2007 и 2010 годах — вновь 1 человек.

## География
Деревня расположена в западной части района на левом берегу реки Луга на автодороге 41К-109 (Лужицы — Первое Мая).
Расстояние до административного центра поселения — 16 км.
Расстояние до ближайшей железнодорожной станции Ивангород-Нарвский — 17,5 км.

## Демография
| 2007 | 2010 | 2017 |
| ---- | ---- | ---- |
| 1    | →1   | ↗3   |

### Национальный состав
Согласно данным Всероссийской переписи населения 2021 года в деревне проживали 6 человек, из них:
 русские — 2, немцы — 1 человек, остальные национальность не указали.